# دونالد بي. سميث
دونالد بي. سميث (بالإنجليزية: Donald B. Smith)‏ هو شريف أمريكي، ولد في 1 سبتمبر 1947 في دانبري في الولايات المتحدة.